# Alejandra Ugarte
Alejandra Ugarte Zamorano (Santiago, 22 de agosto de 1980) es una artista visual y feminista chilena conocida bajo el seudónimo de Senoritaugarte

## Biografía
Artista feminista y multidisciplinar, estudió Arte en la Universidad de Artes y Ciencias Sociales, ARCIS (2005), además es Licenciada en Educación de la Universidad Católica de Chile (PUC) y cursó una Maestría en Artes Visuales en la Universidad Autónoma de México (UNAM) cuyo tema de tesis de investigación se centró en la Maternidad y lo político.

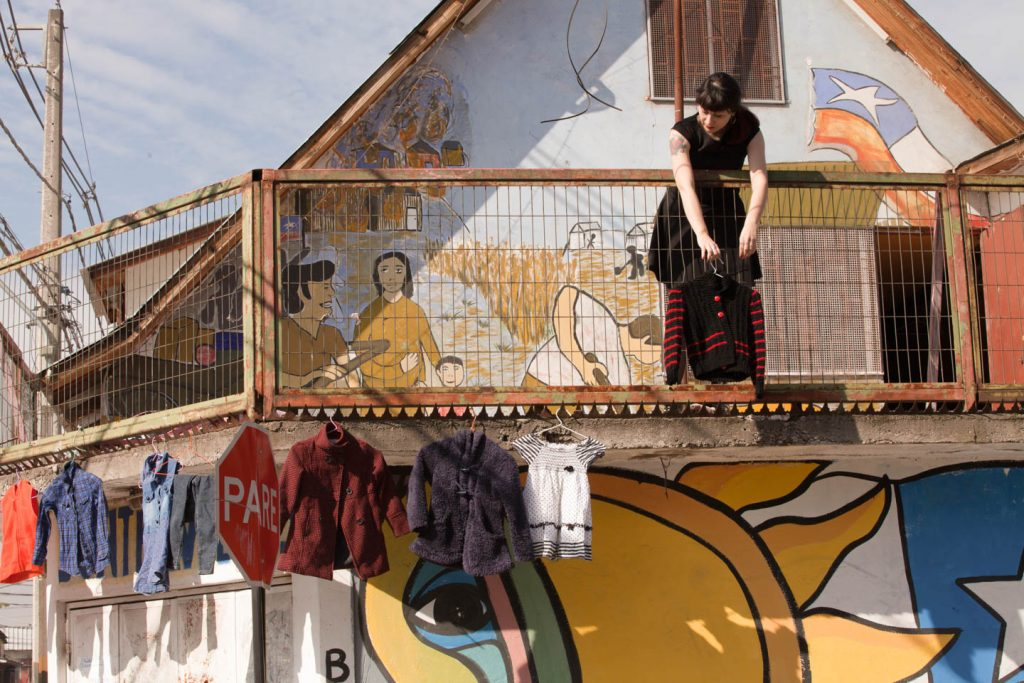
Maternidades Intercambio. (2016). Performance Encuentro Excéntrico, Chile. Recorrido de acciones coordinadas por Galería Metropolitana, comuna Pedro Aguirre Cerda.

Conforma con las artistas visuales Gabriela Lucero y Jessica Valladares la Escuela de Arte Feminista creada el año 2015, instancia que trabaja hasta la fecha, desde los saberes del feminismo y cuya propuesta apunta a la construcción de un espacio «para el desarrollo y exploración de las artes desde una mirada latinoamericana antipatriarcal y decolonial».
Desde el año 2001 participa en exposiciones individuales y colectivas en Chile, México y Finlandia. Además imparte talleres sobre arte, feminismo y educación en Universidades y centros culturales. Ha recibido becas, premios y financiamientos en Chile, México y Finlandia. Es tallerista en la Escuela de Arte Feminista, quienes fueron ganadoras de la residencia "Hecho en BAJ" 2017 con el proyecto: "Cuarto Propio: Urdiendo un Linaje de Mujeres Artistas Latinoamericanas".
Participa en colectivos de arte y feminismo. Junto con Gabriela Rivera y Zaida González, conformaron la colectiva de mujeres artistas “Miss3 Senoritas" (2004). Actualmente, continúan trabajando Gabriela Rivera y Senoritaugarte.

## Obra

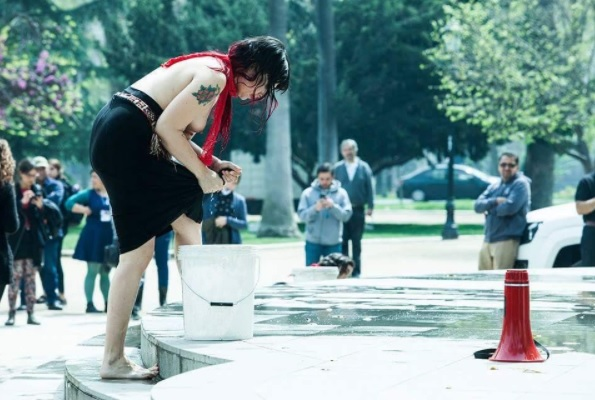
Wallmapu, Zona de Dolor. (2017). Performance de denuncia por la criminalización del pueblo Mapuche. Museo de Arte Contemporáneo-Museo de Bellas Artes.

Dentro de sus obras (performances, video-arte e instalaciones), destacan:
- Nacidas en primera línea (2019)
- Malas Lenguas Retrospectiva sobre maternidad(es) Curatoría junto a Paulina Barrenechea (2019)
- Ni artistas ni feministas Exposición de collages en Sala + 18 Biblioteca de Santiago (2018)
- Las artistas que vivimos no existimos; Wallmapu, zona de dolor (2017)
- Maternidad (es) intercambio; Hija(s) de la(s) dictadura(s) (2016)
- Alma mater; Exceder el trazo que conserva tu memoria (2015)
- Nunca decimos nada (2014)
- Rizomas comunes; Corpo reactivo (Junto al colectivo La Pocha Nostra); 127 cartas, 127 utopías (2013)
- Play House (2012)
- Memoria (2011)